# Tout est faux
 (septembre 2015).
 (septembre 2015).
Pour plus de détails, voir Fiche technique et Distribution.
Tout est faux est un film français réalisé par Jean-Marie Villeneuve, sorti en France le 17 septembre 2014.

## Synopsis
Fred, un homme seul dans Paris, exécute chaque jour une tache monotone à son travail, il déambule ensuite dans la capitale s’imprégnant des éléments qui l’entourent. Il contemple la dynamique de l’environnement urbain, des meetings politiques des présidentielles 2012, des passants et de son amie Marie. Déboussolé face à un monde de plus en plus faux, Fred va se créer sa propre réalité...

## Fiche technique
- Titre : Tout est faux
- Réalisation : Jean-Marie Villeneuve
- Scénario : Jean-Marie Villeneuve
- Photographie : Jean-Marie Villeneuve, Elvis Gygi
- Son : Simon Farkas, Albert Piltzer, Antoine Piffard
- Montage : Jean-Marie Villeneuve
- Musique : Frédéric Petit
- Production : Jean-Marie Villeneuve
- Sociétés de production :
- Distribution :
- Pays d'origine :  France
- Genre : comédie dramatique
- Langue : français
- Durée : 81 minutes
- Dates de sortie : 
  -  France : 17 septembre 2014

## Distribution
- Frédéric Bayer Azem : Fred
- Mathieu Lagarrigue : L'homme du pont
- Marie Demasi : Marie
- Elise Andréa : La femme de la laverie
- Sébastien Novac : Novack
- Hugo Malpeyre : Le dealer

## Réception critique
- Positif : "Un vrai regard de cinéaste"
- Le Monde : "Le programme est beau"
- Le Nouvel Obs' : "Un film juste, inventif, d’une douce fureur"
- Transfuge : "Un regard vif et bienveillant"
- Télérama : "Emouvant"
- Écran Noir : "Un premier long métrage fauché mais gonflé"
- Critikat : "un désir de cinéma qui se conjugue parfaitement avec un désir de vie et d’implication dans le réel"
- Les fiches du cinéma : "Ce film expérimental surprend par la sincérité de son propos"
- Écran large : "enfin du sang neuf en France ?".
- Courte focale : "Un prototype de ciné-guérilla à la Donoma, toutefois  visuellement plus soigné et immersif, qui transcende chacune de ses  contraintes budgétaires par une vraie audace formelle et onirique".

## Sélections en festival
- Festival International du cinéma libre (Hambourg)
- Festival Overlook (Rome)
- Feccilba, Bahia Bianca (Argentine)
- Cine Pobre, La Paz (Mexique)
- Festival Les Saisons Parisiennes (Saint-Pétersbourg)
- Festival Cinemistica (Grenade)
- Salon de la Luz, Bogota (Colombie)
- Puerto Rico International Film Fest